# Material Girl
„Material Girl“ je druhá píseň z druhého alba Like a Virgin zpěvačky-skladatelky Madonny. Singl byl vydán firmou Sire Records.
Basová linka připomíná píseň „Can You Feel It“, která je od kapely Jacksons..

## Produkce
- Píseň napsali Peter Brown, Robert Rans
- Producent Nile Rodgers
- Baskytara Bernard Edwards
- Kytara, Synclavier II, Juno 60 Nile Rodgers
- Bicí: Tony Thompson
- Doprovodné vokály: Madonna, Curtis King, Frank Simms, George Simms

## Hudební žebříčky
| Hitparáda (1985)                      | Příčky |
| ------------------------------------- | ------ |
| UK Singles Chart                      | #3     |
| U.S. Billboard Hot 100                | #2     |
| U.S. Billboard Hot Adult Contemporary | #38    |
| U.S. Billboard Hot Dance Club Play    | #1     |
| U.S. Billboard Hot R&B/Hip-Hop Songs  | #49    |
| Japan Oricon Weekly Singles Chart     | #35    |